# Esit Eket
Esit Eket (en Yoruba Agbègbè Ìjọba Ìbílẹ̀ Esit Eket), est une ville et une zone de gouvernement local de l'État d'Akwa Ibom au Nigeria.

## Source
- (en) Cet article est partiellement ou en totalité issu de l’article de Wikipédia en anglais intitulé « Esit Eket » (voir la liste des auteurs).